# Cira
Cira, właśc. Michał Ciruk (ur. 27 marca 1983 w Białymstoku) – polski raper, a także grafik. Współtwórca zespołów Panorama Paru Faktów i Fama Familia. Prowadzi także solową działalność artystyczną. Absolwent anglistyki, okazjonalnie również rapuje w języku angielskim. W 2011 roku podpisał kontrakt muzyczny z wytwórnią Step Records.

## Działalność artystyczna
Raper zadebiutował w 2005 roku nielegalem pt. Zapracowany obibok. Tego samego roku muzyk gościł na albumach WJDN – Introdykcja i Vulgorytm – Twierdzeń twierdza. Rok później Cira muzyk gościł na płycie projektu Subtelny Bezczel – Duet. W 2007 roku ukazał się drugi nielegal Ciry zatytułowany Kromka. W międzyczasie muzyk wystąpił na albumach Esdwa i Pogza – Nic nowego, Kisiela – Skrzydła oraz Hukosa – Ostrze moich oskarżeń. Natomiast w 2008 roku muzyk gościł na albumie Kisiela – 22. 4 kwietnia 2008 roku ukazał się trzeci nielegal muzyka pt. Pali się, zarejestrowany we współpracy z Nikonem. Do utworu tytułowego powstał teledysk promocyjny. Nagrania ukazały się w limitowanym do trzystu egzemplarzy nakładzie. W 2009 roku rapera gościł na albumach Fabuły – Dzieło sztuki i RR Brygady – Super moc. 21 lipca 2010 roku nakładem Reformat4 ukazał się mixtape rapera i DJ-a Fejm pt. Taśmociąg: zagubione, znalezione i nowsze. Także w 2010 Cira gościł na mixtapeie Te-Trisa i DJ-a Torta – Shovany Mixtape Vol. 2. 29 marca 2011 roku ukazał się, pierwszy dostępny w powszechnej sprzedaży album rapera zatytułowany Zapracowany obibok 2. Wśród gości na płycie znaleźli się Bezczel, Hukos oraz Zeus. Materiał został wydany przez wytwórnię muzyczną Reformat4. Wydawnictwo było promowane teledyskami do utworów „Kaseciaki, woski i cedeki” i „Jestem Tobą / Relacje z chorego transu”. Ponadto w 2011 roku muzyk gościł na albumach Dwóch Sławów – Muzyka kozacka, Matysa – 8 dni w tygodniu, 101 Decybeli – Pomiędzy bitami oraz W Sercu Miasta – 24h. W 2012 roku Cira wystąpił gościnnie na albumach Jopla i Komara – To o Tobie, Racy i DonDe – Konsument ludzkich sumień, Praktisa – Kilka miejsc, Hukosa – Knajpa upadłych morderców oraz Donatana – Równonoc. Słowiańska dusza.
Kolejny album Ciry pt. Plastikowy kosmos ukazał się 25 stycznia 2013 roku nakładem wytwórni muzycznej Step Records. Na płycie gościli Bisz, Onar, Te-Tris oraz Miuosh. Produkcja przysporzyła muzykowi pierwsze sukcesy. Wydawnictwo uplasowało się na 6. miejscu polskiej listy przebojów – OLiS. W ramach promocji do pochodzących z płyty piosenek „Szary spacer”, „Plastikowy kosmos”, „Trzym fason”, „Przybywa nam lat”, „Sz Cz”, „Lazy Champ” i „To tu, to tu” zostały zrealizowane wideoklipy. 28 czerwca tego samego roku ukazał się album rapera zarejestrowany we współpracy z raperem Hukosem pt. – Głodni z natury. Nagrania dotarły do 16. miejsca zestawienia OLiS. Gościnnie na płycie wystąpili m.in.: Bezczel, Shellerini, Bonson oraz Pyskaty. Materiał był promowany teledyskami do utworów „Hajer”, „Głodni z natury”, „Nie potrzebuję tego gówna”, „Widzę, spływam” i „Rozdaję serce”. Również w 2013 roku muzyk wystąpił gościnnie na albumach Bezczela – A.D.H.D, Rose – Konkret gastro oraz DJ-a B i Szczura – Zaraza.
28 lutego 2014 roku nakładem Step Records ukazało się wznowienie albumu Zapracowany obibok, w formie „legalu”. Reedycja była promowana teledyskiem do utworu „Cirap”. W międzyczasie zwrotki rapera trafiły na albumy Maxima i Blazea – Reszty nie trzeba oraz WhiteHouse – Kodex 5 Elements. Ponadto, muzyk wystąpił z autorskim utworem „Łaki wypierdalać (dziki masakrator)” na kompilacji Step Records: rap najlepszej marki. Zwrotka rapera znalazła się również w piosence Blazea – „Litery mroku”. 13 czerwca, także 2014 roku ukazał się kolejny album solowy Ciry zatytułowany Niewidzialny celebryta. Wśród gości na albumie znaleźli się m.in.: Hukos, 2sty i Rover. Płyta dotarła do 46. miejsca polskiej listy przebojów – OLiS. W ramach promocji do pochodzących z albumu utwów „Niewidzialny celebryta”, „Ożywcza bryza”, „Mike Skiller RMX”, „Samotny autostopowicz”, „Gdzieś daleko”, „Piękny poranek” oraz „Smutna królowa” powstały wideoklipy. Natomiast jesienią Cira gościł na debiutancki albumie producenckim Pawbeatsa – Utopia. Pod koniec roku do sprzedaży trafiły albumy Fabstera – Kontrasty i Praktisa – Syzyf z gościnnym udziałem Ciry. W grudniu tego samego roku raper otrzymał jednorazowe stypendium Prezydenta Miasta Białegostoku w wysokości 8 tys. zł. Pozyskane środki raper przeznaczył na nagranie minialbumu pt. Pocztówki z miasta B. Na płycie znalazły się piosenki utrzymane w stylistyce lokalnego patriotyzmu – „Od dawna miałem pomysł, żeby oddać hołd miastu, nagrać parę utworów może nieco hermetycznych. Ktoś spoza Białegostoku nie wychwyci wszystkich niuansów. Zdecydowanie to było coś, co we mnie siedziało, a nie pomysł na wyrwanie paru groszy od miasta.” – wyjaśnił raper w wywiadzie udzielonym dla serwisu Poranny.pl. Wydawnictwo trafiło do sprzedaży 7 grudnia 2015 roku.

## Dyskografia
Albumy
| POL                          |                                                   |    |                |
| Zapracowany obibok           | - Data: 2005 - Wydawca: brak, nielegal            | —  |                |
| Pali się (oraz Nikon)        | - Data: 4 kwietnia 2008 - Wydawca: brak, nielegal | —  |                |
| Zapracowany obibok 2         | - Data: 29 marca 2011 - Wydawca: Reformat4        | —  |                |
| Plastikowy kosmos            | - Data: 25 stycznia 2013 - Wydawca: Step Records  | 6  |                |
| Głodni z natury (oraz Hukos) | - Data: 28 czerwca 2013 - Wydawca: Step Records   | 16 | - POL: 5 tys.+ |
| Niewidzialny celebryta       | - Data: 13 czerwca 2014 - Wydawca: Step Records   | 46 |                |
| Złobro (oraz Praktis)        | - Data: 26 października 2016 - Wydawca: Cold East | —  |                |
| „—” album nie był notowany.  |                                                   |    |                |

Minialbumy
| Tytuł                 | Dane dot. albumu                               |
| --------------------- | ---------------------------------------------- |
| Kromka                | - Data: 2007 - Wydawca: brak, nielegal         |
| Pocztówki z miasta B. | - Data: 7 grudnia 2015 - Wydawca: Step Records |

Mixtape'y
| Tytuł                                                    | Dane dot. albumu                           |
| -------------------------------------------------------- | ------------------------------------------ |
| Taśmociąg: zagubione, znalezione i nowsze (oraz DJ Fejm) | - Data: 21 lipca 2010 - Wydawca: Reformat4 |
| Taśmociąg 2                                              | - Data: 21 grudnia 2017 - Wydawca: Zayafka |

Inne
| Album                                                 | Rok  | Utwór                                                                                               | Źródło |
| ----------------------------------------------------- | ---- | --------------------------------------------------------------------------------------------------- | ------ |
| WJDN – Introdykcja                                    | 2005 | „Introdykcja” (gościnnie: Bezczel, Cira)                                                            | [ 6 ]  |
| Vulgorytm – Twierdzeń twierdza                        | 2005 | „Twierdzeń twierdza” (gościnnie: Cira)                                                              | [ 7 ]  |
| Subtelny Bezczel – Duet                               | 2006 | „Indywidualny tok nauczania” (gościnnie: Cira)                                                      | [ 8 ]  |
| Esdwa, Pogz – Nic nowego                              | 2007 | „Cela śmierci” (gościnnie: Cira)                                                                    | [ 10 ] |
| Kisiel – Skrzydła                                     | 2007 | „Ponad prawem” (gościnnie: Cira)                                                                    | [ 11 ] |
| Hukos – Ostrze moich oskarżeń                         | 2007 | „Sople sekund” (gościnnie: Kasia Kubik, Cira)                                                       | [ 12 ] |
| Kisiel – 22                                           | 2008 | „Otwórz oczy” (gościnnie: Cira)                                                                     | [ 13 ] |
| Fabuła – Dzieło sztuki                                | 2009 | „Na rewirach '09” (gościnnie: Cira)                                                                 | [ 17 ] |
| RR Brygada – Super moc                                | 2009 | „Trzy krótkie historie” (gościnnie: Cira)                                                           | [ 18 ] |
| Te-Tris & DJ Tort – Shovany Mixtape Vol. 2            | 2010 | „Chłopcy poznają świat (Run This Town)” (gościnnie: Cira)                                           | [ 20 ] |
| Dwa Sławy – Muzyka kozacka                            | 2011 | „Zaaara” (gościnnie: Cira)                                                                          | [ 24 ] |
| Matys – 8 dni w tygodniu                              | 2011 | „Magnetofon” (gościnnie: Cira)                                                                      | [ 25 ] |
| 101 Decybeli – Pomiędzy bitami                        | 2011 | „Uczą nas” (gościnnie: Hukos/Cira)                                                                  | [ 26 ] |
| W Sercu Miasta – 24h                                  | 2011 | „Wznieście serca RMX” (gościnnie: Cira)                                                             | [ 27 ] |
| Jopel i Komar – To o tobie                            | 2012 | „Zastanów się (winny-niewinny)” (gościnnie: Cira)                                                   | [ 28 ] |
| Raca/DonDe – Konsument ludzkich sumień                | 2012 | „Poranek poety” (gościnnie: Fokus, Cira)                                                            | [ 29 ] |
| Praktis – Kilka miejsc                                | 2012 | „Placebo” (gościnnie: Kisiel, Hukos/Cira)                                                           | [ 30 ] |
| Hukos – Knajpa upadłych morderców                     | 2012 | „Miastokoloromania” (gościnnie: Poszwixxx, Cira, Jarecki) „Wszystko płynie” (gościnnie: Zeus, Cira) | [ 31 ] |
| Donatan – Równonoc. Słowiańska dusza                  | 2012 | „Niech obdarzy niech obrodzi” (gościnnie: Cira, Hukos)                                              | [ 32 ] |
| Bezczel – A.D.H.D                                     | 2013 | „Doprawdy?” (gościnnie: Joter FF, Cira)                                                             | [ 49 ] |
| Rose – Konkret gastro                                 | 2013 | „Jumbo Jet” (gościnnie: Cira, Młody Fresz)                                                          | [ 50 ] |
| DJ. B, Szczur – Zaraza                                | 2013 | „Dżuma” (gościnnie: Hukos, Cira)                                                                    | [ 51 ] |
| Drużyna mistrzów 2: sport, muzyka, pasja (kompilacja) | 2013 | Hukos, Cira, Praktis – „W moim zasięgu”                                                             | [ 75 ] |
| Fabster – Kontrasty                                   | 2014 | „Pin-Up Girls” (gościnnie: PWRD, Hukos/Cira)                                                        | [ 67 ] |
| Praktis – Syzyf                                       | 2014 | „Po omacku” (gościnnie: Kuba Knap, Cira)                                                            | [ 68 ] |
| Maxim/Blaze – Reszty nie trzeba                       | 2014 | „Never Give Up” (gościnnie: Cira)                                                                   | [ 54 ] |
| Step Records: rap najlepszej marki (kompilacja)       | 2014 | Blaze – „Litery mroku” (gościnnie: Cira) Cira – „Łaki wypierdalać (dziki masakrator)”               | [ 56 ] |
| Pawbeats – Utopia                                     | 2014 | „Maski” (gościnnie: Vixen, Hukos/Cira)                                                              | [ 66 ] |
| WhiteHouse – Kodex 5 Elements                         | 2014 | „Most Wanted” (gościnnie: Bezczel, Cira, Hukos, Jopel, Z.B.U.K.U)                                   | [ 55 ] |
| Noize From Dust – Ultraakustyka                       | 2015 | „Coś jest nie tak” (gościnnie: Cira)                                                                | [ 76 ] |
| Steel Banging – Dwie strony świata                    | 2015 | „Prosty rap” (gościnnie: WSRH, Hazzidy, Cira)                                                       | [ 77 ] |
| Rap najlepszej marki vol. 2 (kompilacja)              | 2016 | Praktis, Cira – „Aksamit (outro)” Cira – „Prztyczek w nos”                                          | [ 78 ] |

## Teledyski
Solowe
| Tytuł                                                        | Rok  | Reżyseria/Realizacja                | Album                         | Źródło |
| ------------------------------------------------------------ | ---- | ----------------------------------- | ----------------------------- | ------ |
| „Kaseciaki, woski i cedeki” (gościnnie: Zeus, B.N.N Bezczel) | 2010 | Blood Simple Films                  | Zapracowany obibok 2          | [ 22 ] |
| „Jestem Tobą / Relacje z chorego transu”                     | 2011 | Blood Simple Films                  | Zapracowany obibok 2          | [ 23 ] |
| „Szary spacer”                                               | 2012 | —                                   | Plastikowy kosmos             | [ 35 ] |
| „Plastikowy kosmos” (gościnnie: Bisz, Te-Tris)               | 2012 | 90studio                            | Plastikowy kosmos             | [ 36 ] |
| „Trzym fason” (gościnnie: Hukos, TuszNaRękach)               | 2012 | Press Play Films, Karol Bucki       | Plastikowy kosmos             | [ 37 ] |
| „Przybywa nam lat” (gościnnie: Miuosh, Hukos, Onar)          | 2013 | Paweł Poździk, Michał White, sensi& | Plastikowy kosmos             | [ 38 ] |
| „Sz Cz”                                                      | 2013 | Serwus Media                        | Plastikowy kosmos             | [ 39 ] |
| „Lazy Champ”                                                 | 2013 | —                                   | Plastikowy kosmos             | [ 40 ] |
| „To tu, to tu”                                               | 2013 | Rafał Owsiejczuk, TREC Studio       | Plastikowy kosmos             | [ 41 ] |
| „#Hot16Challenge”                                            | 2014 | —                                   | —                             | [ 79 ] |
| „Niewidzialny celebryta”                                     | 2014 | M.L. Filmz                          | Niewidzialny celebryta        | [ 59 ] |
| „Ożywcza bryza” (gościnnie: 2sty)                            | 2014 | M.L. Filmz                          | Niewidzialny celebryta        | [ 60 ] |
| „Mike Skiller RMX” (gościnnie: Kisiel, Bezczel, Ero)         | 2014 | M.L. Filmz                          | Niewidzialny celebryta        | [ 61 ] |
| „Samotny autostopowicz”                                      | 2014 | Press Play Films                    | Niewidzialny celebryta        | [ 62 ] |
| „Gdzieś daleko” (gościnnie: Rover)                           | 2014 | DelaFlow                            | Niewidzialny celebryta        | [ 63 ] |
| „Piękny poranek”                                             | 2014 | Bassmedia                           | Niewidzialny celebryta        | [ 64 ] |
| „Smutna królowa” (gościnnie: Justyna Kuśmierczyk)            | 2014 | DelaFlow                            | Niewidzialny celebryta        | [ 65 ] |
| „Cirap”                                                      | 2014 | DelaFlow                            | Zapracowany obibok (reedycja) | [ 53 ] |

Współpraca
| Tytuł                                                                                 | Rok  | Reżyseria / Realizacja | Album           | Źródło |
| ------------------------------------------------------------------------------------- | ---- | ---------------------- | --------------- | ------ |
| „Pali się” (oraz Nikon)                                                               | 2008 | Kiziak                 | Pali się        | [ 15 ] |
| „Supeł” (oraz Hukos)                                                                  | 2012 | 9zero Studio           | Głodni z natury | [ 80 ] |
| „Hajer” (oraz Hukos)                                                                  | 2013 | Delaflow               | Głodni z natury | [ 44 ] |
| „Głodni z natury” (oraz Hukos; gościnnie: Bonson, Praktis, Sheller, Bezczel, Pyskaty) | 2013 | Exformers              | Głodni z natury | [ 45 ] |
| „Nie potrzebuję tego gówna” (oraz Hukos; gościnnie: Kajman, Kali, Paluch)             | 2013 | Bass Media             | Głodni z natury | [ 46 ] |
| „Widzę, spływam” (oraz Hukos; gościnnie: Zeus, Z.B.U.K.U)                             | 2013 | DobreKino Studio       | Głodni z natury | [ 47 ] |
| „Rozdaję serce” (oraz Hukos; gościnnie: Justyna Kuśmierczyk)                          | 2013 | Dominik Rzędzicki      | Głodni z natury | [ 48 ] |
| „Manna” (oraz Praktis; gościnnie: Ula Kisiel)                                         | 2015 | Cold East Music        | Złobro          | [ 81 ] |

Gościnnie
| Tytuł                                                                      | Rok  | Reżyseria / Realizacja | Album                     | Źródło |
| -------------------------------------------------------------------------- | ---- | ---------------------- | ------------------------- | ------ |
| Raca – „Poranek poety” (gościnnie: Fokus, Cira, DJ Flip)                   | 2012 | —                      | Konsument ludzkich sumień | [ 82 ] |
| WJDN – „Spowiedź” (gościnnie: Cira, Hukos)                                 | 2012 | —                      | kAAc                      | [ 83 ] |
| Hukos – „Wszystko płynie” (gościnnie: Zeus, Cira)                          | 2012 | Blood Simple Films     | Knajpa upadłych morderców | [ 84 ] |
| WhiteHouse – „Most Wanted” (gościnnie: Bezczel, ZBUKU, Hukos, Jopel, Cira) | 2014 | Dirt Video             | Kodex 5 Elements          | [ 85 ] |
| Praktis – „Po omacku” (gościnnie: Kuba Knap, Cira)                         | 2015 | M.L. Filmz             | Syzyf                     | [ 86 ] |
| Steel Banging – „Prosty rap” (gościnnie: WSRH, Hudy HZD, Cira)             | 2015 | Dirt Video             | Dwie strony świata        | [ 87 ] |

Inne
| Tytuł                                                                                  | Rok  | Reżyseria / Realizacja           | Album                                    | Źródło |
| -------------------------------------------------------------------------------------- | ---- | -------------------------------- | ---------------------------------------- | ------ |
| Okoliczny Element, Hukos, Cira – „Konserwy turystyczne”                                | 2012 | Maciej Przygoda, Michał Schwierc | —                                        | [ 88 ] |
| Hukos, Praktis, Cira – „W moim zasięgu”                                                | 2013 | Lipinski Video                   | Drużyna mistrzów 2: sport, muzyka, pasja | [ 89 ] |
| Kajman, Młody M, Hukos, Cira, Zeus, Jopel, Sulin, Bezczel – „Kupuję polskie rap płyty” | 2013 | Exformers                        | Step Records: rap najlepszej marki       | [ 90 ] |
| Cira – „Dziki masakrator (Łaki wy******lać)”                                           | 2014 | DelaFlow                         | Step Records: rap najlepszej marki       | [ 91 ] |